# WORLD QUEST/ポコポンペコーリャ
「WORLD QUEST/ポコポンペコーリャ」（ワールドクエスト/ポコポンペコーリャ）は、日本の男性アイドルグループ、NEWSの15枚目のシングル。2012年12月12日にジャニーズ・エンタテイメントから発売された。

## 概要
- 前作「チャンカパーナ」から約5ヶ月振りのリリース。
- 両A面シングルを発売するのは、2006年に発売された「サヤエンドウ/裸足のシンデレラボーイ」以来である。
- 初回盤A・B、通常盤、スペシャル盤の4形態での発売。
- 表題曲「WORLD QUEST」は、メンバーの手越祐也がキャスターを務めた『TOYOTAプレゼンツ FIFAクラブワールドカップジャパン 2012」のオフィシャルソングである。
- 表題曲「ポコポンペコーリャ」は、メンバーの加藤シゲアキ出演 MBS・TBS系 深夜ドラマ『花のズボラ飯』の主題歌である。
- 初回盤AのDVDには、「WORLD QUEST」のMusic Clip & Makingを収録。
- 初回盤BのCDには、「Quntastic!」(読み:キュンタスティック)と「36℃」のカップリング2曲を収録。
- 通常盤には、「Hello」のカップリング曲とオリジナル・カラオケ3曲を収録。

## 封入特典

### 初回盤A
- 2面4Pジャケット

### 初回盤B
- 12Pブックレット
- 似顔絵ステッカー

### 通常盤
- 3面6Pジャケット

### スペシャル盤
- タオルマフラー
- ミサンガ ※スペシャルBOX仕様

## チャート成績
発売初週に13.1万枚を売り上げ、2012年12月24日付オリコン週間シングルチャートにおいて初登場1位にランクインした。NEWSのシングルの1位獲得はデビューから15作連続・通算15作目である。アルバムも含めた場合はデビューから20作連続での1位獲得であり、これを達成したのはKinKi Kids、KAT-TUNに続き史上3組目となった。

## 収録曲

### 通常盤
1. WORLD QUEST ［3:32］ [2]
作詞: MOZZA、作曲: ヒロイズム、編曲: 吉岡たく・ヒロイズム
  - TOYOTAプレゼンツ FIFAクラブワールドカップジャパン 2012」オフィシャルソング
2. ポコポンペコーリャ ［3:58］ [2]
作詞: Hacchin' Maya、作曲: ヒロイズム、編曲: CHOKKAKU
  - 加藤シゲアキ出演 MBS・TBS系 深夜ドラマ『花のズボラ飯』主題歌
3. Hello ［3:42］[2]
作詞・作曲: take4
4. WORLD QUEST (オリジナル・カラオケ)
5. ポコポンペコーリャ (オリジナル・カラオケ)
6. Hello (オリジナル・カラオケ)

### 初回盤A
1. WORLD QUEST
2. ポコポンペコーリャ

### 初回盤B
1. ポコポンペコーリャ
2. WORLD QUEST
3. Quntastic! (読み: キュンタスティック) ［4:10］ [3]
作詞: zopp、作曲: Erik Lidbom・大智、編曲:鈴木雅也
4. 36℃ ［3:55］ [3]
作詞・作曲: きみどり、編曲: 井上慎二郎

### スペシャル盤
1. WORLD QUEST
2. ポコポンペコーリャ

### DVD

#### 初回盤A
1. 「WORLD QUEST」Music Clip & Making

## 映像作品
WORLD QUEST
- WORLD QUEST/ポコポンペコーリャ（初回盤A）
- NEWS 10th Anniversary in Tokyo Dome
- NEWS LIVE TOUR 2015 WHITE
- NEWS LIVE TOUR 2019 WORLDISTA

ポコポンペコーリャ
- NEWS 10th Anniversary in Tokyo Dome
- NEWS LIVE TOUR 2015 WHITE
- NEWS LIVE TOUR 2017 NEVERLAND